# Montabot
Ne doit pas être confondu avec Montrabot.
Montabot est une commune française, située dans le département de la Manche en région Normandie, peuplée de 272 habitants.

## Géographie
La commune est située dans le centre-Manche, en Pays saint-lois. L'atlas de paysages de la Basse-Normandie la place au sud-ouest de l'unité du Bocage en tableaux, unité disjointe caractérisée par « une série de vallées parallèles sud-ouest/nord-est » aux « amples tableaux paysagers ». Son bourg est à 5,5 km à l'est de Percy, à 6,5 km au sud-ouest de Tessy-sur-Vire et à 14 km au nord-est de Villedieu-les-Poêles.
Deux routes départementales se rejoignent dans le bourg : la D 98 et la D 208 qui partagent une section le long de l'église. La D 98 permet à l'ouest de retrouver Percy et rejoint à l'ouest la D 28 menant à Tessy-sur-Vire. Vers le sud, la D 208 rejoint cette même D 28 pour atteindre Le Chefresne et va au nord vers Beaucoudray. Le territoire est en outre parcouru par les D 258, D 452 et D 455 permettant de relier ces différentes communes ou autres lieux-dits. L'A84 peut être atteinte par Pont-Farcy (sortie 39) à 7 km à l'est ou par La Colombe (près de Villedieu-les-Poêles, sortie 38) à 10 km au sud-ouest.
Le territoire communal est partagé en deux par une ligne de crêtes qui va du mont Robin (276 m) à l'ouest au lieu-dit les Hauts Vents à l'est. Il s'agit d'une ligne de partage des eaux entre les bassins de la Vire au nord par l'intermédiaire du ruisseau de Beaucoudray (limite avec la commune de Beaucoudray), et de la Sienne au sud par la Gièze qui prend sa source au sud du territoire, sous le nom de ruisseau Castel, en limite avec Le Chefresne.
Les deux points culminants (272 / 273 m) se situent à deux endroits opposés de la ligne de crêtes. Le premier à l'ouest, sur un sous-sommet du mont Robin près du lieu-dit la Butte, l'autre à l'est, sur une colline au nord de la Gigonnière. Le point le plus bas (85 m) correspond à la sortie du ruisseau de Beaucoudray du territoire, au nord-est. Le territoire présente donc un dénivelé de 188 m entre ces deux derniers endroits distants d'à peine plus d'un kilomètre. La commune est bocagère.
Les lieux-dits sont, du nord-ouest à l'ouest, dans le sens horaire, la Richerie, le Hamel au page, le Hamel Tellier, la Mancellière, la Durandière, la Martinière (au nord), le Hamel Faby, la Léverie, l'Hôtel Riché, l'Ozannerie, le Sapin, les Hauts Vents, la Touraille, la Cannière, le Verbisson, la Gigonnière, la Jugannière, l'Herbinière, la Giffardière, la Hullerie, la Vauterie (à l'est), le Bourg, le Hamel Bossard, la Motte, le Rambu, le Bosq, le Vieux Presbytère, la Bergerie, le Hamel Talbot (au sud), la Foulnière, les Mares, la Pâture, les Aubrais, la Bossardière, le Hamel Godard, le Val Hubert, la Butte, la Pointerie (à l'ouest), la Rondellière, le hamel Delaunay, le Hamel Perron, les Coursières, les Monts et le Marais.
| Percy               | Beaucoudray  | Tessy-sur-Vire     |
| Percy               | Montabot     | Gouvets            |
| Percy, Le Chefresne | Le Chefresne | Gouvets, Margueray |

### Hydrographie
La commune est située dans le bassin Seine-Normandie. Elle est drainée par la Gièze, le ruisseau de Beaucoudray, le cours d'eau 02 de la commune de Montabot, le cours d'eau 03 du Sapin, le cours d'eau 06 de la Durandière, le fossé 01 des Aubrais et le fossé 03 de la commune de Montabot,,.
La Gièze, d'une longueur de 12 km, prend sa source dans la commune de Percy-en-Normandie et se jette  dans la Sienne à Montaigu-les-Bois, après avoir traversé trois communes. 

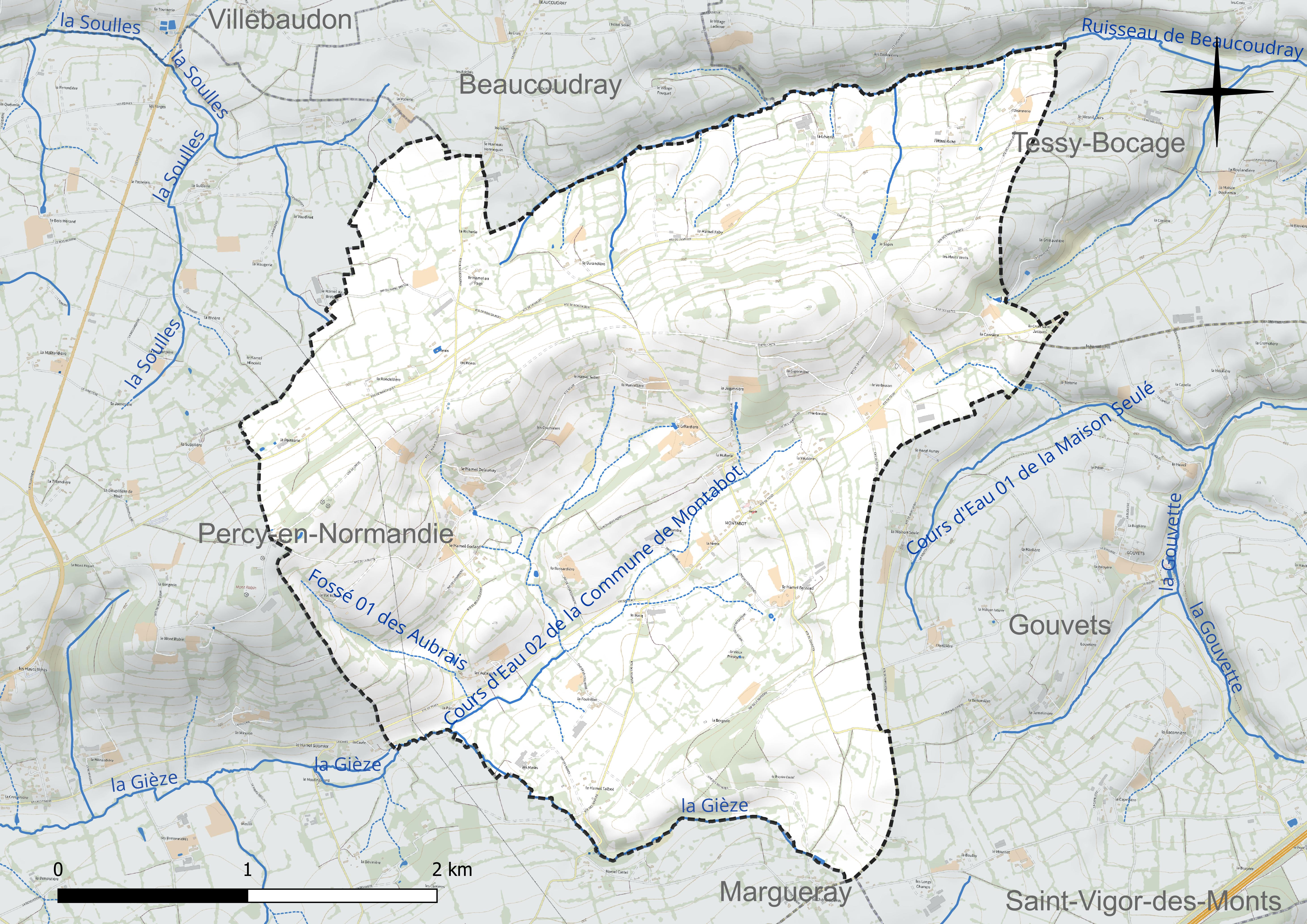
Réseau hydrographique de Montabot.

### Climat
Pour des articles plus généraux, voir Climat de la Normandie et Climat de la Manche.
En 2010, le climat de la commune est de type climat océanique franc, selon une étude du CNRS s'appuyant sur une série de données couvrant la période 1971-2000. En 2020, Météo-France publie une typologie des climats de la France métropolitaine dans laquelle la commune est exposée à un climat océanique et est dans la région climatique  Normandie (Cotentin, Orne), caractérisée par une pluviométrie relativement élevée (850 mm/a) et un été frais (15,5 °C) et venté.
Pour la période 1971-2000, la température annuelle moyenne est de 10,2 °C, avec une amplitude thermique annuelle de 12,2 °C. Le cumul annuel moyen de précipitations est de 1 112 mm, avec 15,2 jours de précipitations en janvier et 10 jours en juillet. Pour la période 1991-2020, la température moyenne annuelle observée sur la station météorologique la plus proche, située sur la commune de Cerisy-la-Salle à 15 km à vol d'oiseau, est de 11,5 °C et le cumul annuel moyen de précipitations est de 1 112,5 mm,. Pour l'avenir, les paramètres climatiques de la commune estimés pour 2050 selon différents scénarios d’émission de gaz à effet de serre sont consultables sur un site dédié publié par Météo-France en novembre 2022.

## Urbanisme

### Typologie
Au 1er janvier 2024, Montabot est catégorisée commune rurale à habitat très dispersé, selon la nouvelle grille communale de densité à sept niveaux définie par l'Insee en 2022. Elle est située hors unité urbaine et hors attraction des villes,.

### Occupation des sols
L'occupation des sols de la commune, telle qu'elle ressort de la base de données européenne d’occupation biophysique des sols Corine Land Cover (CLC), est marquée par l'importance des territoires agricoles (100 % en 2018), une proportion identique à celle de 1990 (100 %). La répartition détaillée en 2018 est la suivante : prairies (52,9 %), zones agricoles hétérogènes (39,7 %), terres arables (7,5 %). L'évolution de l’occupation des sols de la commune et de ses infrastructures peut être observée sur les différentes représentations cartographiques du territoire : la carte de Cassini (XVIIIe siècle), la carte d'état-major (1820-1866) et les cartes ou photos aériennes de l'IGN pour la période actuelle (1950 à aujourd'hui).

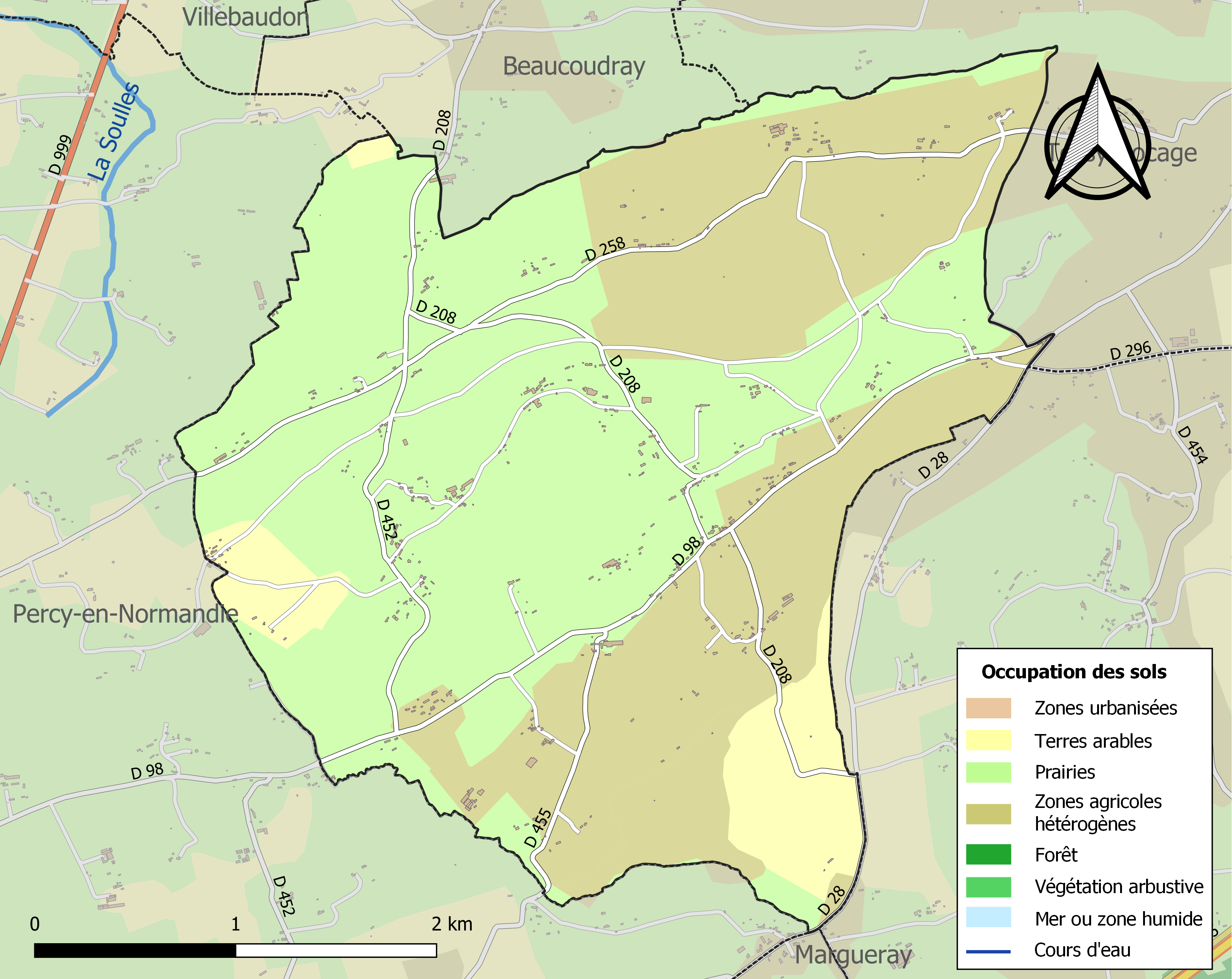
Carte des infrastructures et de l'occupation des sols de la commune en 2018 (CLC).

## Toponymie
Le nom de la localité est attesté sous les formes Gaufrido de Montabor en 1169, Montabol vers 1210, Montabot en 1239 et de Monte Abol vers 1280.
Le toponyme serait une transposition de Mont-Thabor, nom d'un site biblique,.
Le gentilé est Montabolais.

## Histoire
La baronnie de la Roche-Tesson (La Colombe) s'étendait entre autres sur le territoire de la paroissial.

## Politique et administration
| Période                                  | Période   | Identité                 | Étiquette | Qualité               |
| ---------------------------------------- | --------- | ------------------------ | --------- | --------------------- |
| 1852                                     | 1899      | Bernadin-Casimir Bossard |           |                       |
| 1929                                     | 1935      | Almyre Grente            |           |                       |
| 1935                                     | 1944      | Albert Gogo              | SE        | Agriculteur           |
| 1959                                     | 1989      | Georges Hervy            | SE        | Charpentier-menuisier |
| 1989                                     | mars 2001 | Jean-Louis Dandine       |           |                       |
| mars 2001                                | mai 2020  | Charlie Cochard          | SE        | Agriculteur           |
| mai 2020                                 | En cours  | Jean-Patrick Audoux      | SE        | Ancien cadre          |
| Les données manquantes sont à compléter. |           |                          |           |                       |

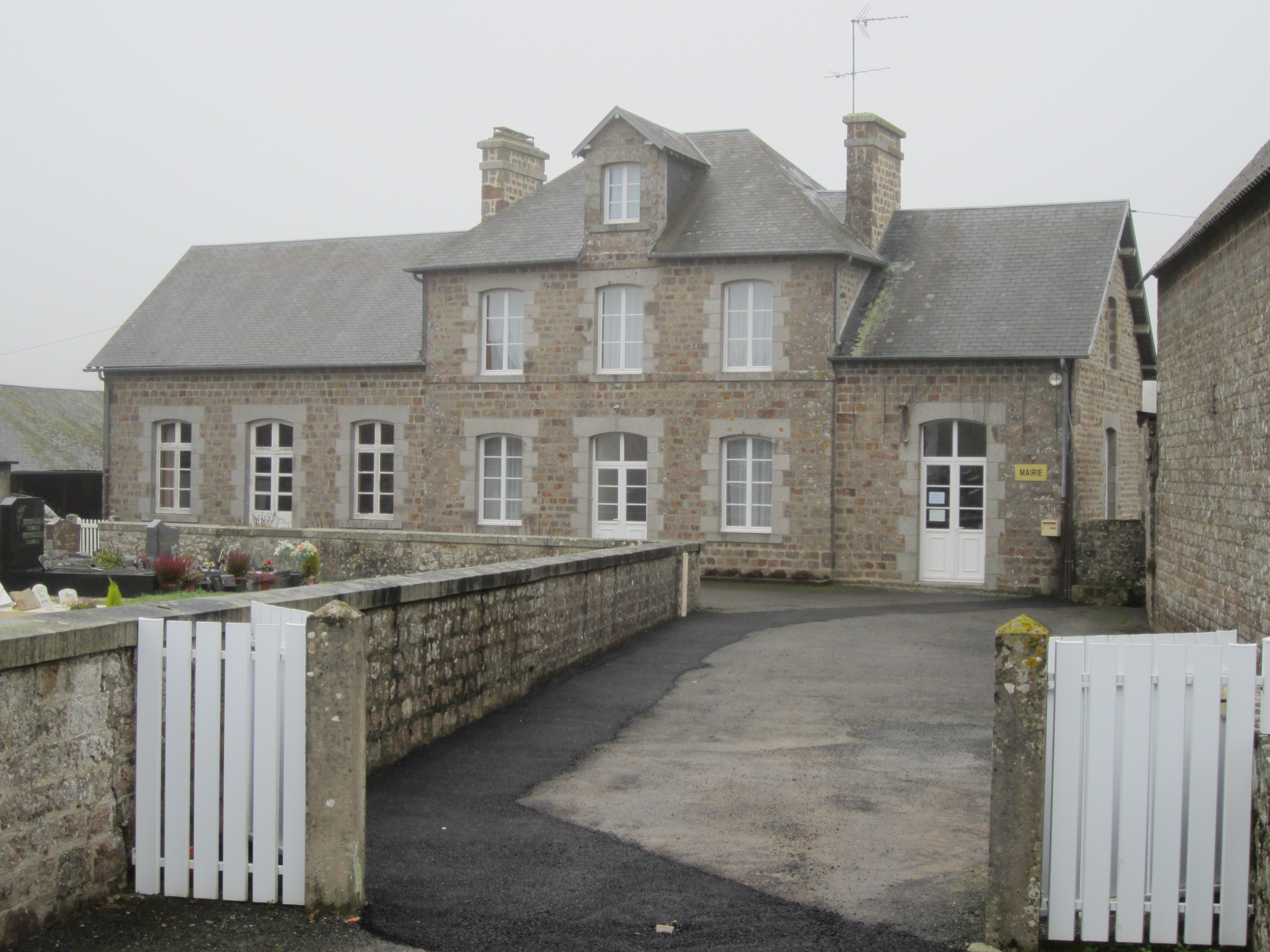
La mairie.

Le conseil municipal est composé de onze membres dont le maire et deux adjoints.

## Démographie
L'évolution du nombre d'habitants est connue à travers les recensements de la population effectués dans la commune depuis 1793. Pour les communes de moins de 10 000 habitants, une enquête de recensement portant sur toute la population est réalisée tous les cinq ans, les populations de référence des années intermédiaires étant quant à elles estimées par interpolation ou extrapolation. Pour la commune, le premier recensement exhaustif entrant dans le cadre du nouveau dispositif a été réalisé en 2007.
En 2022, la commune comptait 272 habitants, en évolution de −1,81 % par rapport à 2016 (Manche : −0,31 %, France hors Mayotte : +2,11 %).
Montabot a compté jusqu'à 818 habitants en 1836.
| 1793 | 1800 | 1806 | 1821 | 1831 | 1836 | 1841 | 1846 | 1851 |
| ---- | ---- | ---- | ---- | ---- | ---- | ---- | ---- | ---- |
| 706  | 726  | 795  | 765  | 794  | 818  | 778  | 817  | 790  |

| 1856 | 1861 | 1866 | 1872 | 1876 | 1881 | 1886 | 1891 | 1896 |
| ---- | ---- | ---- | ---- | ---- | ---- | ---- | ---- | ---- |
| 760  | 715  | 683  | 669  | 658  | 628  | 633  | 603  | 525  |

| 1901 | 1906 | 1911 | 1921 | 1926 | 1931 | 1936 | 1946 | 1954 |
| ---- | ---- | ---- | ---- | ---- | ---- | ---- | ---- | ---- |
| 541  | 564  | 572  | 525  | 537  | 560  | 546  | 514  | 541  |

| 1962 | 1968 | 1975 | 1982 | 1990 | 1999 | 2006 | 2007 | 2012 |
| ---- | ---- | ---- | ---- | ---- | ---- | ---- | ---- | ---- |
| 450  | 395  | 352  | 329  | 290  | 272  | 284  | 286  | 281  |

| 2017 | 2022 | - | - | - | - | - | - | - |
| ---- | ---- | - | - | - | - | - | - | - |
| 280  | 272  | - | - | - | - | - | - | - |

## Lieux et monuments
- Église Notre-Dame de l'Assomption des XVIe – XVIIe siècles composé d'une nef, d'une tour-porche avec toit en bâtière en façade et deux transepts. Elle abrite des fonts baptismaux du XVIIe, une statue de saint jean l'Évangéliste du XVIe.
- Croix de cimetière du XIXe siècle.
- Croix Saint-Jacques et de la Hullerie du XVIIIe siècle.
- La Giffardière du XVIe siècle.
- Ancien presbytère du XVIIe siècle.
- Ancien cimetière de la Pâture qui depuis le milieu du XVIe siècle abritait une communauté protestante[42].
- If funéraire et croix ancienne du cimetière.
- Pentes du mont Robin. Son sommet, 276 m, est sur la commune voisine de Percy.

Pour mémoire
Deux anciens moulins sont figurés sur la carte de Cassini.

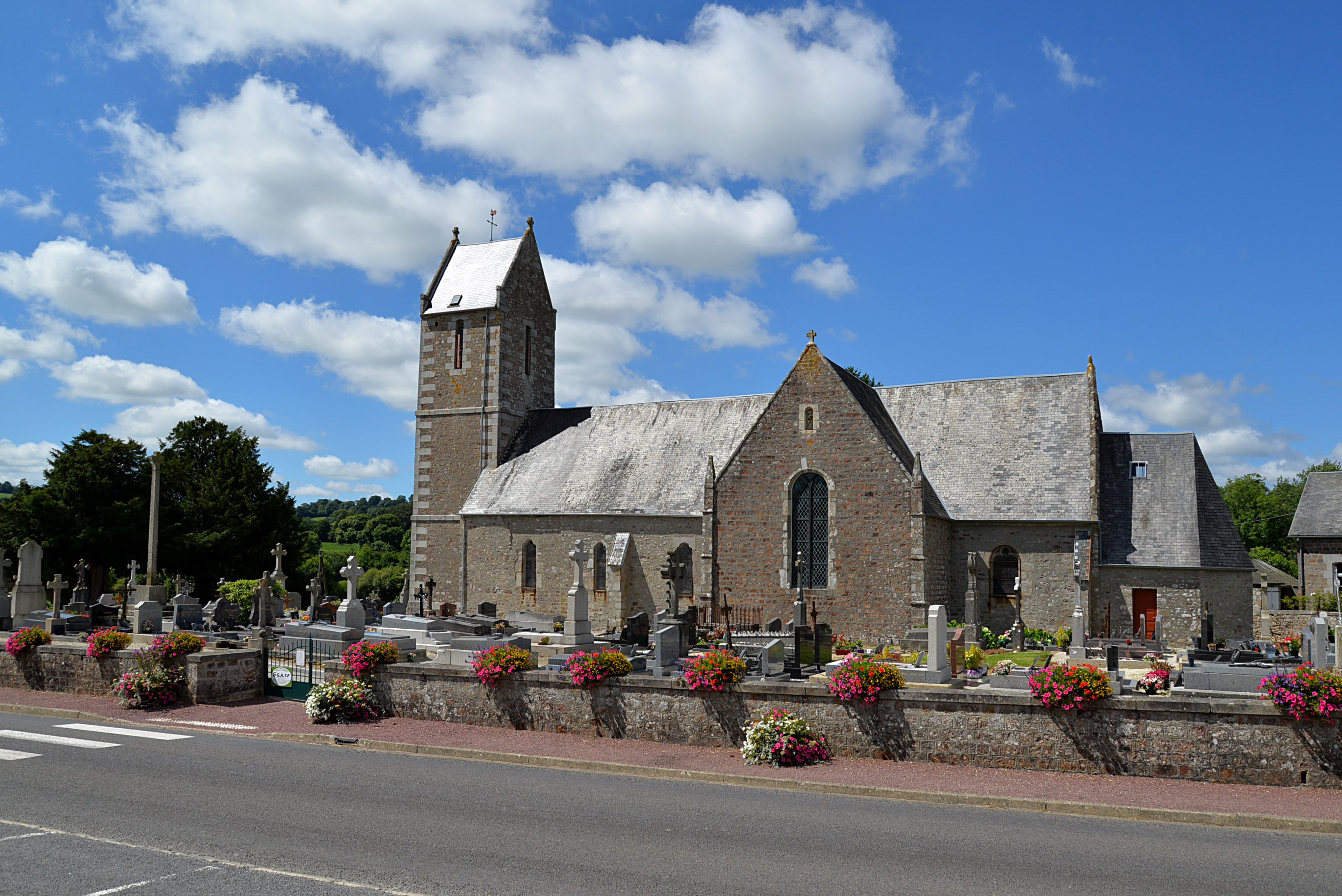
L’église Notre-Dame.
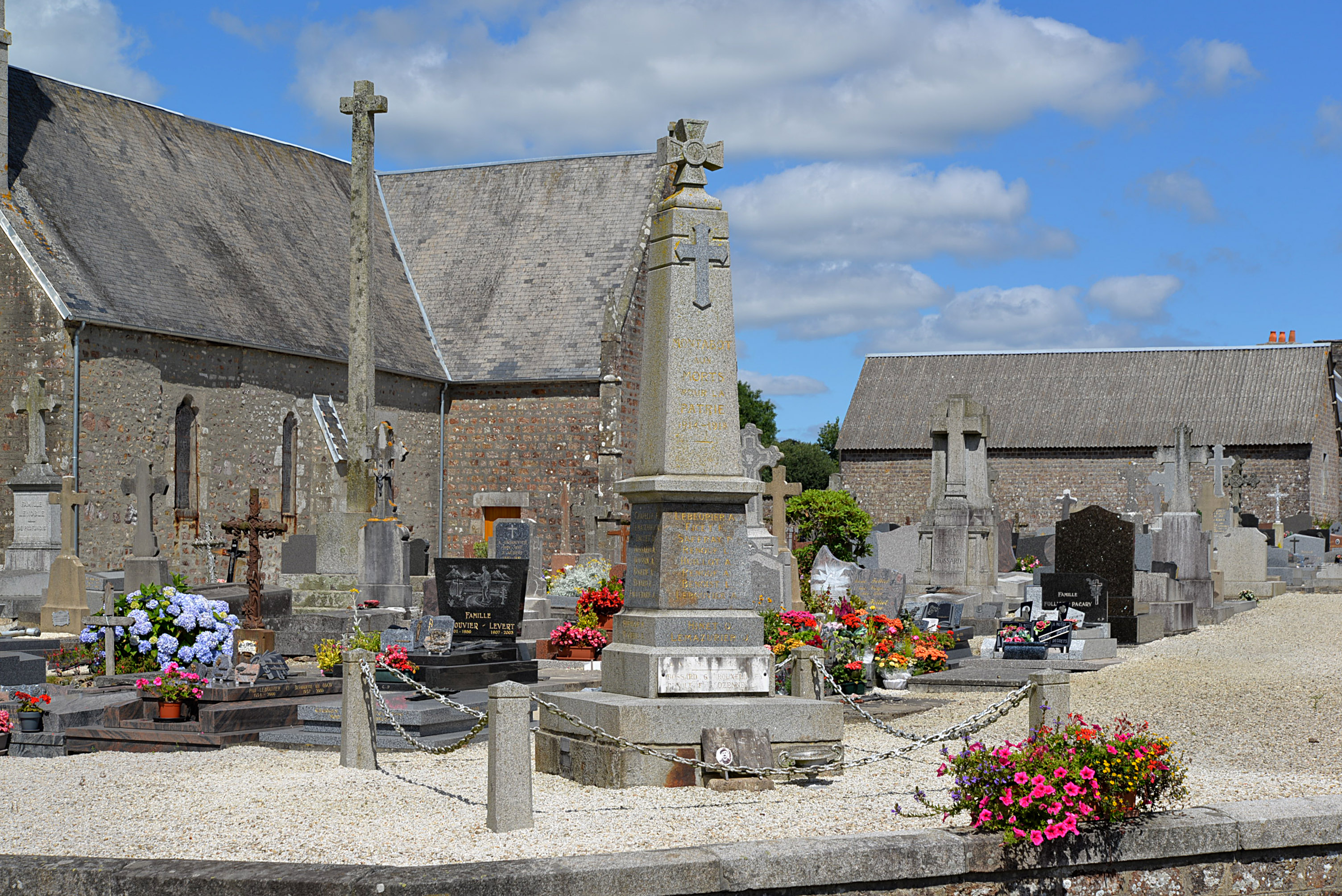
Le monument aux morts.

## Personnalités liées à la commune
Hyacinte Le Page, illuminé né à Coutances vers 1842, fils d'un horloger. Entré au séminaire, il avait dû renoncer à une carrière ecclésiastique pour troubles mentaux. Il s'était ensuite retiré comme ermite au Montabot, en exerçant accessoirement la profession d'horloger apprise sans doute de son père. Il se prétendait pape et était appelé dans le pays le « pape de Montabot ».

« Il y avait bâti de ses propres mains une très modeste demeure puis un oratoire et, enfin, une chapelle de dimensions plus vastes, qui devait comprendre sept pans, en mémoire des sept plaies de Notre Seigneur et des sept douleurs de la Sainte Vierge et qui à sa mort était inachevée. Le Pape possédait un petit harmonium sur lequel il avait fixé un ophicléide, dans lequel il soufflait cependant que sur le clavier il composait des cantiques ou des chants à la gloire du Christ, de sa sainte Mère et de Saint Joseph.
Il y avait encore une imprimerie de fortune, à l'aide de laquelle il imprimait ses prières et ses mandements. »

— Souvenirs de Maurice Lesage, procureur général près la Cour des comptes (1887-1963).